# ام‌اوپی‌اس
ام‌اوپی‌اس (به انگلیسی: MOPS) با فرمول شیمیایی C۷H۱۵NO۴S یک ترکیب شیمیایی با شناسه پاب‌کم ۷۰۸۰۷ است. که جرم مولی آن ۲۰۹٫۲۶۳۳ g/mol می‌باشد. 